# Paul Guépratte
Paul Amédée Jules Guépratte, né le 27 novembre 1895 à Is-sur-Tille (Côte-d'Or) et décédé le 8 janvier 1957 à Saint-Laurent-du-Var (Alpes-Maritimes) était un chef de bataillon d'infanterie de l’Armée française et le commandant des Forces françaises de l'intérieur (FFI) de la Haute-Saône,.

## Biographie
Paul Guépratte est le fils de Alfred Guépratte (1866-1925), aiguilleur à la Compagnie des chemins de fer de l'Est et de Marie Henriroux (1867-1941).
Il épouse Germaine Briout (1894-1928) le 2 avril 1918 à Vesoul (Haute-Saône) puis Marie-Thérèse Devouge (1908-2001) le 2 février 1931 à Longuyon (Meurthe-et-Moselle) avec qui il a 2 fils dont Bernard Guépratte (1932-2008) qui, lui aussi, a suivi une carrière militaire et est devenu également chef de bataillon d’infanterie décoré chevalier de la Légion d’honneur et chevalier de l’Ordre national du Mérite.

## Décorations

### Guerre 1914-1918
- Médaille commémorative de la guerre 1914–1918
- Croix de guerre 1914–1918, étoile d'argent[10]
- Médaille interalliée de la Victoire
- Croix du combattant

### Guerre 1939-1945
- Croix de guerre 1939–1945 avec Étoile de VermeilCitation à l’Ordre du Corps d'Armée no 276 du 14 août 1945 du Général KORN :

«Membre de la Résistance «FER», Fonctionnaire d’un patriotisme ardent depuis juillet 1940, a fourni de très précieux renseignements sur l’activité ennemie. Poursuivi par la Gestapo, a continué inlassablement la lutte à laquelle il s’était dévoué»

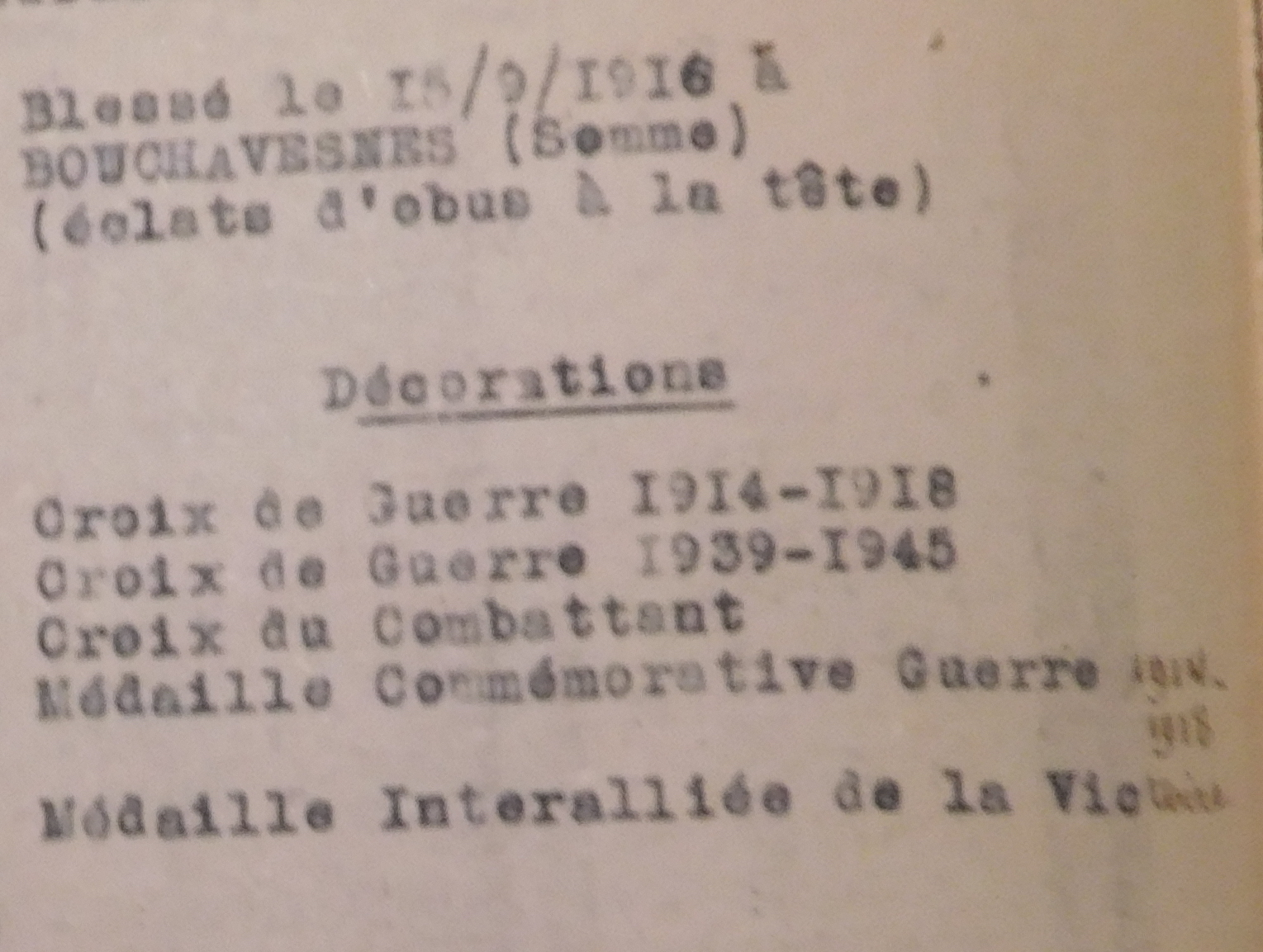

- Médaille de la Résistance française
- Chevalier de l'ordre national du Mérite

## Blessures de guerre
- Éclats d’obus à la tête à Bouchavesnes en 1916